# Oberpostdirektion (Königsberg)

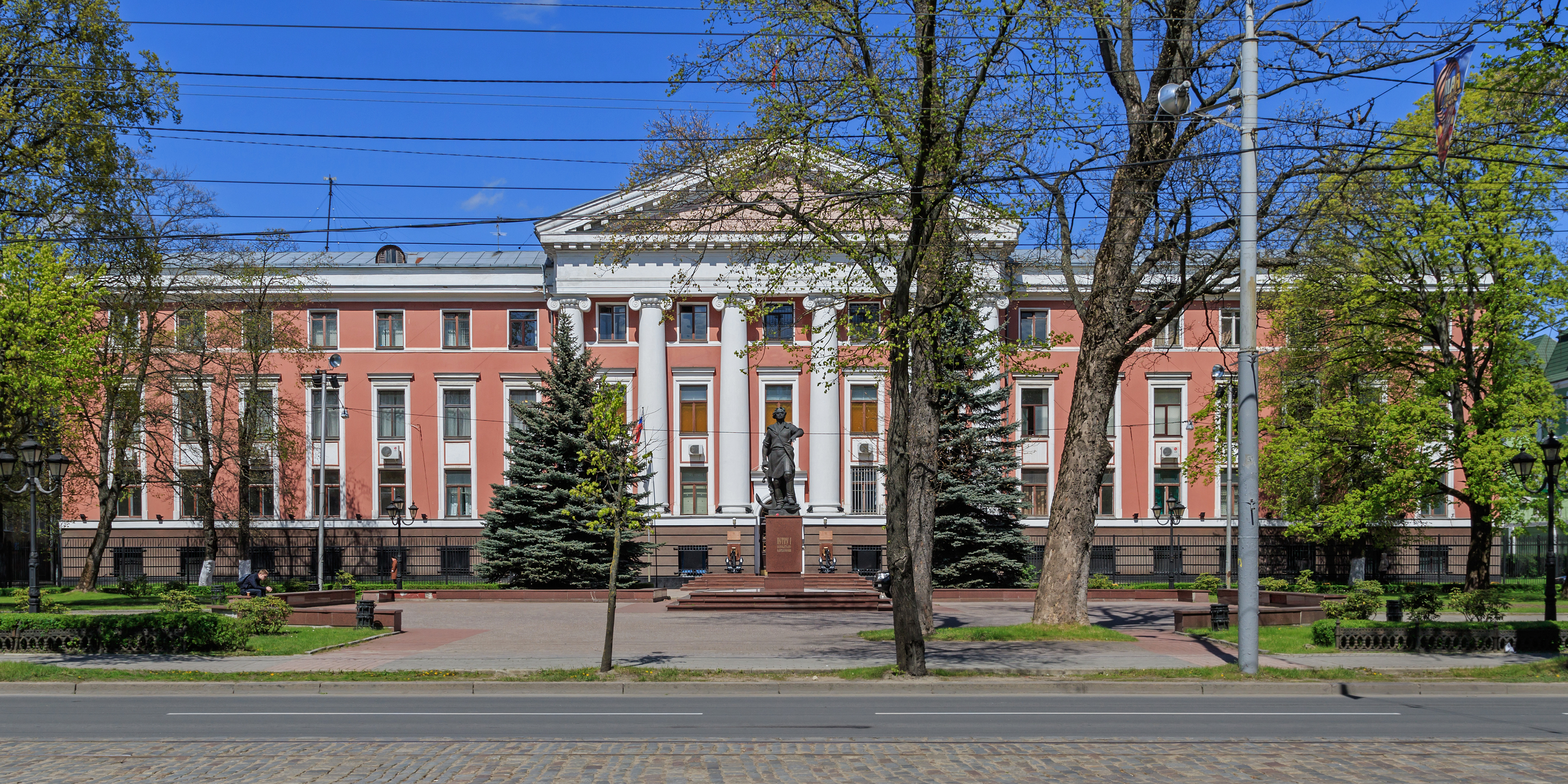
Gebäude der ehemaligen Oberpostdirektion (2017)

Das Gebäude der ehemaligen Oberpostdirektion an der ul. Grekowa 1 (ehemals Hansaring) in Königsberg (Preußen) (heute Kaliningrad), dient heute als Hauptquartier des Stabs der Baltischen Flotte Russlands. Das neoklassizistische Gebäude steht unter Denkmalschutz.

## Lage und Umgebung
Das Gebäude der einstigen Oberpostdirektion Königsberg steht am Hansaring in Mittelhufen. Die Bebauung in Mittelhufen wies im historischen Königsberg unterschiedliche Gebäude auf. Im Norden befanden sich das neobarocke Amts- und Landgericht Königsberg und die neoklassizistische Oberpostdirektion, im Westen das neoklassizistische Neue Schauspielhaus (heute: Dramatheater Kaliningrad) und im Süden das im Stil des Neuen Bauens gestaltete Preußische Staatsarchiv, das mittlerweile als Bibliothek genutzt wird.

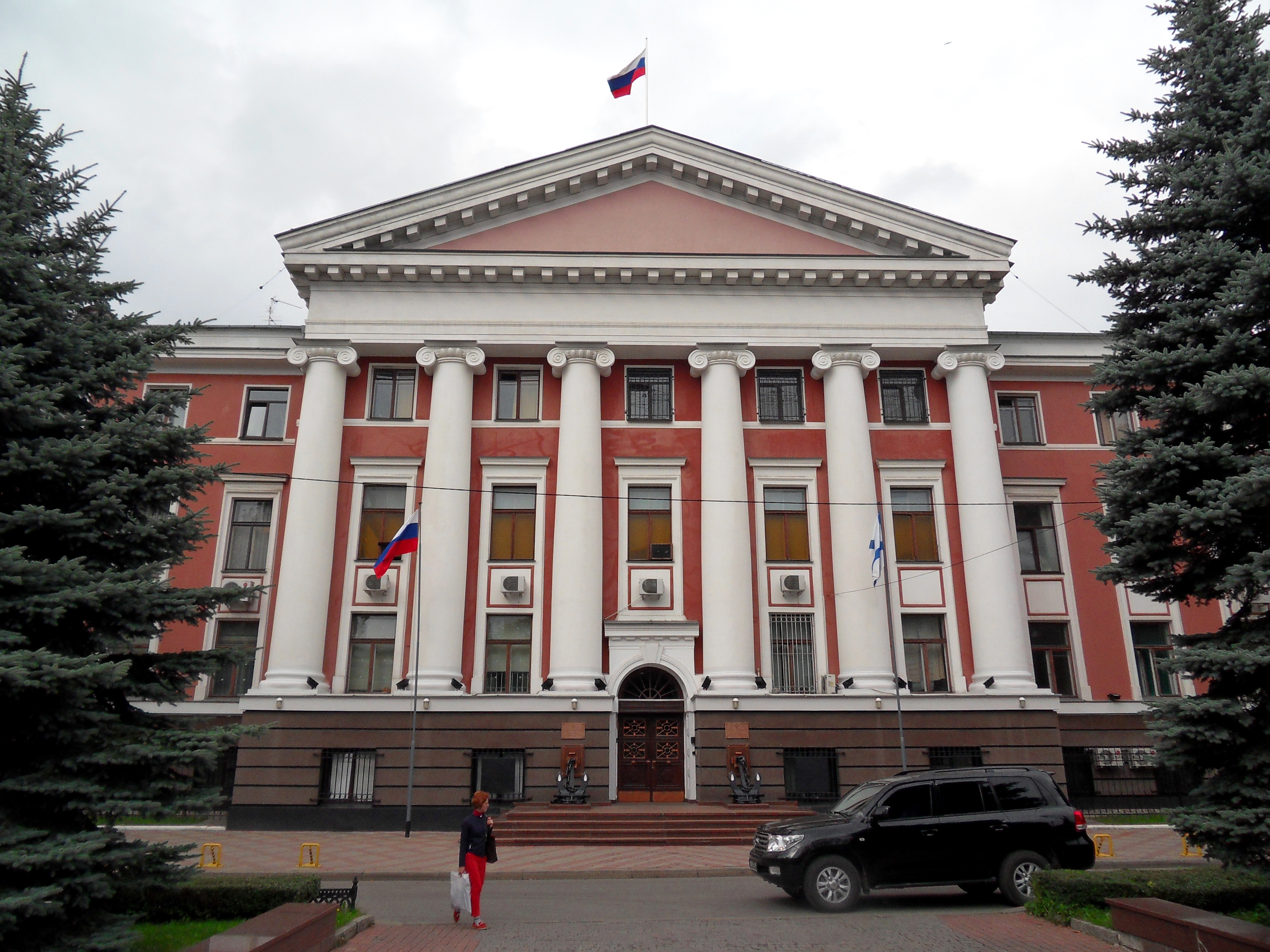
Haupteingang Stab der Baltischen Flotte

## Beschreibung
Das Gebäude wurde ab 1916 (anderen Quellen zufolge von 1918 bis 1924) im Stil des Neoklassizismus erbaut.
Der Grundriss ist ein in die Länge gezogenes Rechteck. Der Gebäudekomplex ist vierflügelig, die vier Flügel gruppieren sich um einen Innenhof. Das Haus mit Souterrain zählt vier Stockwerke. Unten befindet sich ein „schweres“ Sockelgeschoss, auf dem zwei Hauptgeschosse ruhen, deren hohe Fenster zu einem Element zusammengefasst sind. Darüber erhebt sich ein drittes Obergeschoss mit kleineren Fenstern. Die Hauptfront zum Hansaring zeigt einen über drei Geschosse reichenden Portikus mit sechs ionischen Säulen und einem typisch klassizistischen flachen Dreiecksgiebel. Einen monumentalen Portikus dieser Größe gab es vorher in der Stadt nicht. Das Gebäude der ehemaligen Oberpostdirektion Königsberg gehört zu den wenigen Bauwerken im heutigen Kaliningrad, die trotz schwerer Zerstörungen – u. a. war die rechte Hälfte des Giebels eingestürzt – zum großen Teil rekonstruiert, Anfang der 1950er Jahre wieder aufgebaut wurden.